# Ole Østmo
Ole Østmo (ur. 13 września 1866 w Elverum; zm. 11 września 1923 w Oslo) – norweski strzelec.
Østmo uczestniczył na Letnich Igrzyskach Olimpijskich 1900 w Paryżu. Brał wówczas udział w pięciu konkurencjach strzelectwa: karabin dowolny stojąc, 300 m (2. miejsce; srebrny medal), karabin dowolny leżąc, 300 m (3. miejsce; brązowy medal), karabin dowolny, trzy postawy, 300 m (3. miejsce; brązowy medal), karabin dowolny klęcząc, 300 m (15. miejsce) oraz karabin dowolny, trzy postawy, 300 m, drużynowo (2. miejsce; srebrny medal; wraz z Helmerem Hermansenem, Tomem Seebergem, Olem Sætherem i Olafem Frydenlundem).
Ośmiokrotny medalista mistrzostw świata, w tym jednokrotnie złoty. Czterokrotnie stawał na podium na pierwszych w historii mistrzostwach świata w Lyonie w 1897 roku (złoto – karabin dowolny stojąc, 300 m; dwa srebra – karabin dowolny, trzy pozycje, 300 m, indywidualnie i drużynowo; brąz – karabin dowolny leżąc, 300 m). Kolejne cztery medale wywalczył w Paryżu w 1900 roku, gdyż zawody olimpijskie były równocześnie traktowane jako mistrzostwa świata.
Należał do Gressholmen Team, czyli drużyny strzelców trenującej na małej wyspie Gressholmen, przynależnej obecnie do Gamle Oslo – jednej z gmin stolicy Norwegii.